# Pteromixanum purbeckianum
Pteromixanum purbeckianum is een fossiele soort schietmot uit de familie Necrotauliidae.